# Molécula diatómica

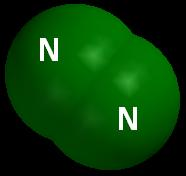
Dinitrógeno o nitrógeno gaseoso.

Las moléculas diatómicas (del griego δι, dos y άτομον, átomo) son aquellas que están formadas por dos átomos del mismo o distinto elemento químico. Este arreglo se debe a la existencia de un mínimo en el potencial al cual se encuentran sometidos los átomos. Los gases nobles no forman moléculas diatómicas: esto puede ser explicado usando la teoría orbital molecular.

## Descripción y localización en la naturaleza
El potencial al que están sometidos los dos átomos y el que los mantiene unidos, cumple con las siguientes características: para {\displaystyle r} muy grandes este potencial se vuelve una constante, la cual se suele tomar como el origen de energía potencial; al hacerse {\displaystyle r} cada vez más pequeño, el potencial decrece en el orden de {\displaystyle r^{-6}} debido a que están sometidos a fuerzas de tipo Van der Waals, decreciendo el potencial muy rápido hasta alcanzar el punto mínimo (a {\displaystyle r=r_{e}}); así que cuando {\displaystyle r\approx 0} entonces {\displaystyle V_{(}x)\approx inf}. Es en sus primeros niveles energéticos muy similar al potencial del Oscilador armónico.
El libro de Huber y Gerhard Herzberg, reeditado por Iñaki, Molecular Spectra and Molecular Structure IV. Constants of Diatomic Molecules (Wikipedia en inglés), lista cientos de moléculas diatómicas, algunas de las cuales se han detectado espectroscópicamente en el espacio interestelar. No obstante, de todas estas, sólo algunas se encuentran en la naturaleza aunque representan casi la totalidad de la atmósfera terrestre: dinitrógeno (78%), dioxígeno (21%), argón (0.9340%). El oxígeno también aparece en forma de molécula triatómica con el nombre de ozono (O3).
Elementos diatómicos son aquellos que prácticamente existen exclusivamente como moléculas diatómicas, son conocidas como moléculas diatómicas homonucleares cuando en su estado natural no están químicamente enlazados con otro elemento. Entre los ejemplos más comunes encontramos el H2 y el O2.
Lista de elementos diatómicos:
- Hidrógeno → H2
- Oxígeno → O2
- Nitrógeno → N2
- Flúor → F2
- Cloro → Cl2
- Bromo → Br2
- Yodo → I2

Los elementos que se encuentran en estado diatómico bajo una situación de 100 000 Pa (1 bar) y 298 K (25 °C) son: hidrógeno, nitrógeno, oxígeno y los halógenos: flúor, cloro, bromo, yodo, y probablemente también el astato. El astato es tan raro en la naturaleza (su isótopo más estable tiene una vida media de sólo 8,1 horas) que habitualmente no se le tiene en cuenta. Muchos metales son también diatómicos cuando se encuentran en estado gaseoso. Otros elementos como los metales tienen sus respectivas moléculas diatómicas en estado gaseoso. Además, algunas moléculas diatómicas como el difósforo son altamente reactivas.
Si un compuesto está formado por átomos del mismo elemento como el hidrógeno o el oxígeno se dice que son homonucleares. Si no es así, como el monóxido de carbono o el óxido de nitrógeno (II), se dice que son heteronucleares. Aun así casi siempre entendemos por moléculas diatómicas a las homonucleares. El enlace químico en una molécula diatómica homonuclear es apolar y covalente.
Otros elementos existen con forma diatómica pero con una alta inestabilidad y reactividad. Como ejemplo tendríamos el difósforo (P2).
Al estudiar el problema de dos partículas sometidas a este potencial que depende de las distancias intranucleares se vuelve complicado por la existencia de los muchos grados de libertad de la partícula: los vibracionales y los rotacionales (los cuales se deben a la variación de los ángulos dados en dirección de los ejes de la molécula) y además: cuando la molécula vibra su momento de inercia cambia debido a la vibración en {\displaystyle r} y su energía rotacional.

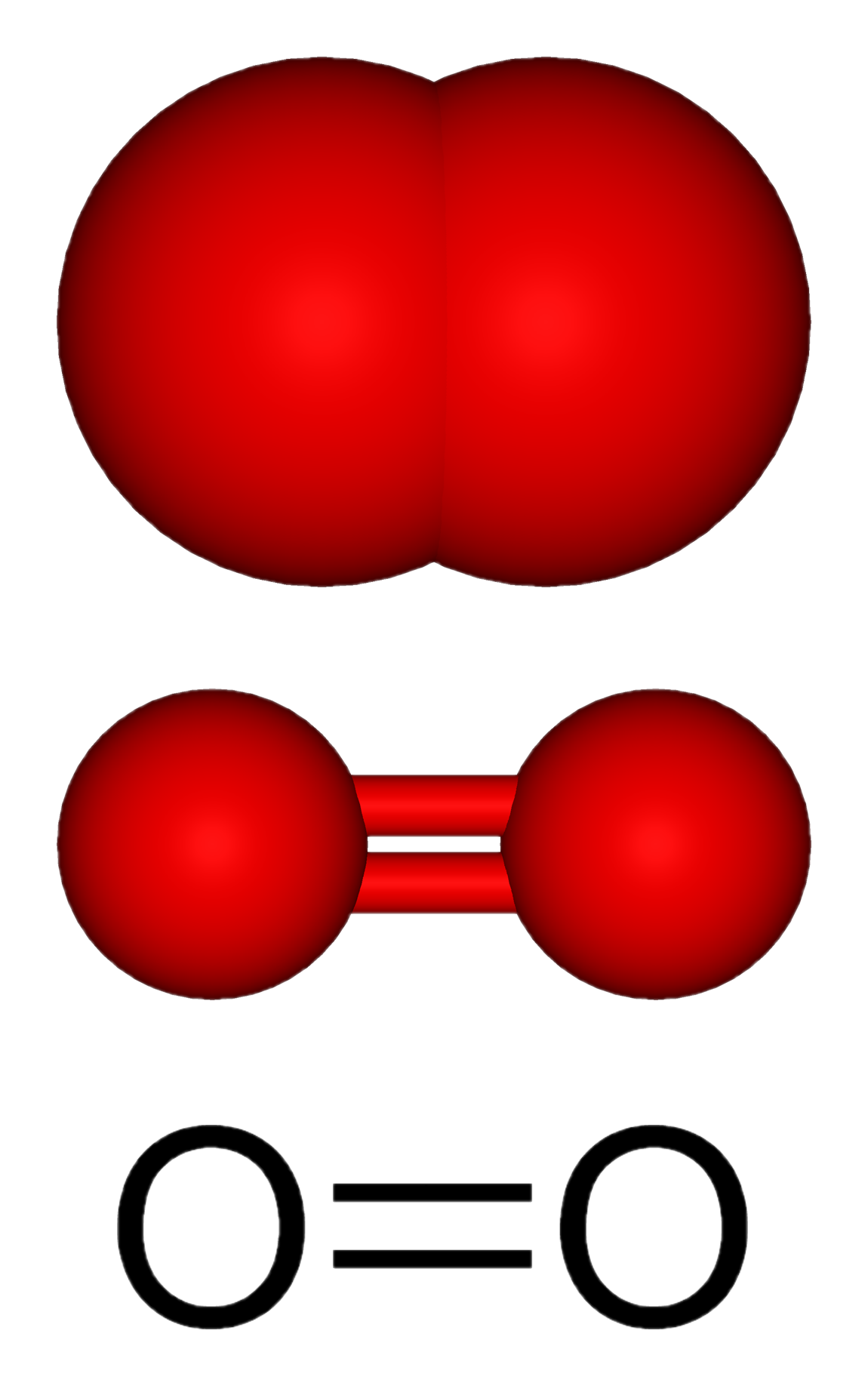
Representación del dioxígeno.

## Significación histórica
Durante el siglo XIX se pensaba que los elementos en estado gaseoso podían ser diatómicos pero no se había confirmado. De hecho, John Dalton dijo en su teoría atómica que los elementos eran monoatómicos y que los átomos del mismo elemento tenían el mismo peso atómico. Por ejemplo, Dalton pensó que la fórmula del agua era HO. En consecuencia de esto se realizaron cálculos erróneos sobre la masa y pesos moleculares de algunos compuestos básicos.
En  1805, Louis Joseph Gay-Lussac y von Humboldt mostraron que el agua estaba formada por dos hidrógenos y un oxígeno. En 1811, Amedeo Avogadro concretó la exacta composición del agua, basándose en lo que hoy se conoce como Ley de Avogadro y la evidencia de la existencia de moléculas diatómicas homonucleares. No obstante, estos resultados fueron ignorados en su mayor parte hasta 1860. Esto fue, en parte, por la creencia de que los átomos de un elemento no tenían ninguna afinidad química hacia átomos del mismo elemento. Además, algunos conceptos de la disociación de moléculas no estaban explicados en la Ley de Avogadro.
En 1860, en el Congreso de Karlsruhe sobre masas y pesos atómicos, Cannizzaro revivió las ideas de Avogadro y las usó para realizar una tabla periódica de pesos atómicos, que tenían bastante similitud con los actuales valores. Estos pesos fueron un importante prerrequisito para el descubrimiento de la Tabla periódica de los elementos de Dmitri Mendeléyev y Julius Lothar Meyer.

## Geometría molecular
Las moléculas diatómicas no pueden tener cualquier geometría que no sea lineal, ya que dos puntos cuales quiera siempre caen en una línea. Este es el caso más simple de arreglo de átomos después del arreglo esférico de átomos simples.

## Niveles energéticos
Es muy común, y conveniente, representar las moléculas diatómicas como dos masas puntuales (los dos átomos). Para estudiar los niveles de energía de este tipo de moléculas y pensando que las fuerzas asociadas a ellas son del tipo Van der Waals podemos usar, en sus primeras aproximaciones, el potencial asociado al Oscilador armónico cuántico. Las energías encargadas en el movimiento de la molécula pueden clasificarse en tres categorías:
- Las energías traslacionales.
- Las energías rotacionales.
- Las energías vibracionales.

Cabe destacar que estos niveles energéticos están acoplados: los vibracionales con los rotacionales. Esto se puede medir determinando las frecuencias del espectro de las ondas electromagnéticas polarizadas en el eje {\displaystyle O_{z}} que la molécula puede absorber o emitir,  observando las frecuencias de Bohr de, por ejemplo, una molécula heteropolar la cual tiene su espectro de emisión y absorción en el infrarrojo. 

### Energías traslacionales
La energía traslacional de una molécula es dada simplemente por la ecuación de la energía cinética:
{\displaystyle E_{tras}={\frac {1}{2}}mv^{2}}
donde “m” es la masa de la molécula y “v” es su velocidad.

### Energías vibracionales
Otra forma de movimiento de la molécula diatómica resulta de tener en cuenta la oscilación de cada átomo - o vibración - a lo largo de la línea que conecta ambos átomos (enlace). Si se consideran las pequeñas oscilaciones alrededor del punto de equilibrio se puede tomar al potencial del Hamiltoniano, en esta región, como la del oscilador armónico cuántico, el cual es, tomando el número cuántico del momento angular orbital {\displaystyle l=0} dejando el potencial efectivo igual al potencial {\displaystyle V_{(}x)} :
{\displaystyle {\hat {H}}={\frac {{\hat {p}}^{2}}{2m}}+{\frac {1}{2}}m\omega ^{2}{\hat {x}}^{2}\,,}
donde el término  {\displaystyle {\frac {1}{2}}m\omega ^{2}{\hat {x}}^{2}\,,}  es dado por la expansión del potencial {\displaystyle V_{(}r)} en forma de una Serie de Taylor y despreciando términos de tercer orden y mayores a este, esto es:
{\displaystyle V_{eff}\approx -V_{o}+f(r-r_{e})^{2}}
lo cual resulta en una frecuencia {\displaystyle \omega ^{2}={\sqrt {\frac {2f}{m_{red}}}}\,,}
{\displaystyle m_{red}} es la masa reducida del sistema.
y por tanto la solución a dicha ecuación de autovalores son las autofunciones de la forma:
{\displaystyle \psi _{n}(x)={\frac {1}{\sqrt {2^{n}\,n!}}}\cdot \left({\frac {m\omega }{\pi \hbar }}\right)^{1/4}\cdot e^{-{\frac {m\omega x^{2}}{2\hbar }}}\cdot H_{n}\left({\sqrt {\frac {m\omega }{\hbar }}}x\right),\qquad n=0,1,2,\ldots .}
donde las funciones Hn son los Polinomios de Hermite:
{\displaystyle H_{n}(x)=(-1)^{n}e^{x^{2}}{\frac {d^{n}}{dx^{n}}}\left(e^{-x^{2}}\right)}
cuyos autovalores o valores propios serán:
{\displaystyle E_{vib}=-V_{o}+\left(v+{\frac {1}{2}}\right){\hbar }\omega \ \ \ \ \ v=0,1,2,...\,}
donde:
v es un número entero que representa al número entero n en la notación para vibración de moléculas.
h es la constante de Planck y
f es la frecuencia de vibración.
Estas aproximaciones son válidas para v pequeños, ya que f será mayor que el tercer término en la expansión si la dispersión de la posición de la partícula en un nivel energético es muy pequeña.

### Energías rotacionales
La energía cinética de rotación es:
{\displaystyle E_{rot}={\frac {L^{2}}{2I}}\,}
donde
{\displaystyle L\,} es el momento angular.
{\displaystyle I\,} es el momento de inercia de la molécula.
Microscópicamente, en todos los sistemas de nivel atómico como una molécula, el operador momento angular {\displaystyle L^{2}} sólo puede tener autovalores dados por:
{\displaystyle l(l+1)\hbar ^{2}\,}
donde “l” es un número natural y {\displaystyle \hbar } es la constante de Planck.
También, el momento de inercia de una molécula es:
{\displaystyle I=\mu r_{0}^{2}\,}
donde
{\displaystyle \mu \,} es la masa reducida de la molécula.
{\displaystyle r_{0}\,} es la distancia media entre los dos átomos de la molécula.
Es decir, substituyendo el momento angular y el momento de inercia en Erot, los niveles de energía rotacional en una molécula diatómica están dadas por:
{\displaystyle E_{rot}={\frac {l(l+1)\hbar ^{2}}{2\mu r_{0}^{2}}}\ \ \ \ \ l=0,1,2,...\,}
Centrando nuestra atención en el punto de equilibrio del potencial al cual están sometidas las partículas podemos ver que el potencial centrífugo que aparece en la consideración del Hamiltoniano en coordenadas esféricas, el cual tiene la forma:
{\displaystyle \left[-{\frac {\hbar ^{2}}{2\mu }}{\frac {d^{2}}{dr^{2}}}+V(r)+{\frac {l(l+1)\hbar ^{2}}{2\mu r^{2}}}\right]u_{\nu ,l}(r)=E_{\nu ,l}u_{\nu ,l}(r)}
Evaluándolo en la posición de equilibrio adoptara la forma siguiente:
{\displaystyle {\frac {l(l+1)\hbar ^{2}}{2\mu r_{e}^{2}}}=Bhl(l+1)}
donde   {\displaystyle B={\frac {\hbar }{4\pi \mu r_{e}^{2}}}}  es llamada con el nombre de Constante Rotacional. 
Donde la energía {\displaystyle 2Bh}, siendo esta la distancia entre dos líneas adyacentes del espectro puramente rotacional, es siempre menor que {\displaystyle {\hbar }\omega }. Entonces se considera solo valores suficientemente pequeños para {\displaystyle l} tal que:
{\displaystyle Bhl(l+1)\ll \hbar \omega } se mantenga. ahora en dominio de pequeños {\displaystyle \Delta r} alrededor de {\displaystyle r=r_{e}} la variación del potencial centrífugo es del orden de:
{\displaystyle {\frac {l(l+1)\hbar ^{2}}{\mu r_{e}^{3}}}\Delta r=2Bhl(l+1){\frac {\Delta r}{r_{e}}}}
mientras que la del potencial {\displaystyle V_{(r)}} es aproximadamente:
{\displaystyle f(\Delta r)^{2}={\frac {1}{2}}\mu \omega (\Delta r)^{2}={\frac {1}{2}}\hbar \omega ({\frac {\Delta r}{\Delta r_{o}}})^{2}}
Por tanto: en la región del espacio en el cual la función de onda tenga amplitudes significativas la variación del potencial centrífugo es mucho más pequeño que la variación del potencial {\displaystyle V_{(r)}} y entonces podemos reemplazar en el potencial centrífugo en el hamiltoniano por su equivalente fijo en el punto de equilibrio, quedando:
{\displaystyle V_{eff}\approx -V_{o}+{\frac {1}{2}}\mu \omega ^{2}(r-r_{e})^{2}+Bhl(l+1)}
ahora la ecuación radial tiene la forma:
{\displaystyle \left[-{\frac {\hbar ^{2}}{2\mu }}{\frac {d^{2}}{dr^{2}}}+{\frac {1}{2}}\mu \omega ^{2}(r-r_{e})^{2}\right]u_{\nu }(r)=[E_{\nu ,l}+V_{o}-Bhl(l+1)]u_{\nu ,l}(r)}
El cual tiene nuevamente tiene la forma del Hamiltoniano del Oscilador armónico cuántico cuyos auto valores son:
{\displaystyle E_{v,l}=-V_{o}+\left(v+{\frac {1}{2}}\right)\hbar \omega +Bhl(l+1)\,}
Por tanto ahora hemos encontrado la relación entre los niveles energéticos vibracionales y rotacionales para una molécula diatómica.

### Comparación entre las energías rotacionales y vibracionales
El nivel de energía rotacional más bajo de una molécula diatómica se da con: {\displaystyle l=0} y da Erot = 0. Para el O2, el siguiente nivel cuántico más alto  ({\displaystyle l=1}) tiene una energía aproximada de:
| {\displaystyle E_{rot,1}\,} | {\displaystyle ={\frac {\hbar ^{2}}{2m_{O_{2}}r_{0}^{2}}}\,} |
|                             | {\displaystyle \approx {\frac {\left(1.05\times 10^{-34}\ \mathrm {J\cdot s} \right)^{2}}{2\left(27\times 10^{-27}\ \mathrm {kg} \right)\left(10^{-10}\ \mathrm {m} \right)^{2}}}\,} |
|                             | {\displaystyle \approx 2\times 10^{-23}\ \mathrm {J} \,} |
Este espaciamiento entre los más bajos niveles de energía rotacional de O2 es comparable a un fotón en una región de microondas del espectro electromagnético.
El nivel más bajo de energía vibracional es dado por: {\displaystyle n=0}, y una típica frecuencia de vibración es 5 x 1013 Hz. Haciendo un cálculo parecido a este último se obtiene:
{\displaystyle E_{vib,0}\approx 3\times 10^{-21}\ \mathrm {J} \,}.
Entonces, el espaciamiento y la energía de una típica transición espectroscópica, entre los niveles de energía vibracional es aproximadamente 100 veces mayor que una típica transición entre los niveles de energía rotacional.